# Lino Novás Calvo
Lino Novás Calvo (Mañón, 24 de septiembre de 1903 - Nueva York, 24 de marzo de 1983) fue un periodista, traductor, narrador y novelista cubano de origen gallego. 

## Historia
Nació en el lugar de Pesegueiro, As Grañas do Sor, Galicia, España. Vivió en Cuba a partir de los diecisiete años,.Para sobrevivir, desempeñó diversos trabajos: desde agricultor hasta boxeador. Fue autodidacta. Estudió inglés y llegó a traducir al castellano grandes obras literarias del siglo XX, de Aldous Huxley, D. H. Lawrence y William Faulkner. Y exclusiva en español para Bohemia, El viejo y el mar de Ernest Hemingway. 
Se hizo corresponsal de guerra y participó, en el lado republicano, en la guerra civil española. Colaboró con José Ortega y Gasset en la Revista de Occidente. Vivió también en Francia. Fue uno de los representante de los intelectuales reunidos en torno a la Revista de Avance, una de las revistas que abrió la cultura cubana a la contemporaneidad. Se desempeñó como jefe de redacción de la revista Bohemia. En 1942 fue merecedor del premio Hernández Catá.
Noveló la historia del negrero Pedro Fernández de Trava, en Pedro Blanco. Obra que alcanzó notable popularidad y resucitó Carlos Bardem en Mongo Blanco. 
Al triunfo de la revolución de Fidel Castro, abandonó Cuba y se exilió en los Estados Unidos, donde publicó su antología Maneras de contar y fue profesor en la Universidad de Syracuse. Murió en Nueva York.
Guillermo Cabrera Infante, dijo que Lino Novás era un maestro del cuento en América.

## Obras
Cuento
- 1942 - La luna nona y otros cuentos
- 1946 - Cayo canas: cuentos cubanos, Espasa-Calpe
- 1970 - Maneras de contar

Novela
- 1933 - Lino Novás Clavo, Blanco, el negrero. Madrid: Espasa-Calpe. vida novelada de Pedro Blanco Fernández de Trava.
  - 1944 - Lino Novás Calvo, Pedro Blanco, el negrero
  - 1999 - Lino Novás Calvo, El negrero: vida novelada de Pedro Blanco Fernández de Trava, Tusquets, 1999. ISBN 84-8310-116-5
  - 2011 - Lino Novás Calvo, El negrero: vida novelada de Pedro Blanco Fernández de Trava, Barcelona : Tusquets, 2011. ISBN 978-84-8383-366-7

Póstumos
- Angusola y los cuchillos y otros cuentos, 1990
- Obra narrativa, 1990, recopilación cubana de La luna nona, Cayo Canas, Pedro blanco, el negrero
- Otras maneras de contar, 2005, cuento